# SPAM

Современный вид банки

SPAM — торговая марка консервированного мяса, производимого американской компанией Hormel Foods. SPAM появился в 1936 году.
Аббревиатура от англ. Shoulder of Pork and hAM — «свиная лопатка и ветчина», a по другим данным, от англ. SPiced hAM— «ветчина со специями». Компания заявляет, что «точную расшифровку знает только узкий круг бывших директоров».

## История
К 1936 году компания Hormel Foods начала терять свои позиции на рынке консервов. Как маркетинговый шаг, она переименовала свои консервы в SPAM. Выход нового бренда на рынок сопровождался бурной рекламной кампанией; по радио проигрывали песни наподобие этой:
Spam, Spam, Spam, Spam
Hormel’s new miracle meat in a can
Tastes fine, saves time
If you want something grand, ask for SPAM.
Впрочем, основной рекламой SPAM’у стала Вторая мировая война. SPAM в больших количествах выдавался солдатам (Белтон Купер упоминает, что в сухих пайках военнослужащих США встречалось только два вида мяса: тушёнка и колбасный фарш SPAM). Великобритания зависела от привозного мяса, поэтому во время войны население получало по карточкам около 2,5 кг мяса в месяц на человека (из них 500 г — мясо первого сорта), в то время как SPAM продавался относительно свободно и поэтому стал основным заменителем мяса. Немало SPAM’а потреблялось бедными слоями населения и в послевоенные годы; неудивительно, что за это время SPAM изрядно надоел британцам. Всё это было обыграно в знаменитом скетче «SPAM» (1969) комик-группы «Монти Пайтон».
По ленд-лизу SPAM поставлялся и в СССР.
SPAM выпускается и поныне, с момента появления торговой марки и до конца 2007 года было продано 7 миллиардов банок.

## Скетч «Монти Пайтон»
Смысл скетча «Монти Пайтон» сводится к тому, что в одном кафе все блюда в меню содержат SPAM, некоторые даже по нескольку раз. Когда главный герой скетча, пришедший в это кафе вместе с женой, просит принести ему блюдо без SPAMа, официантка предлагает ему блюдо с «небольшим количеством SPAМа». Посетитель возмущается, а хор викингов, сидящих за соседними столиками, начинает петь хвалебную песню SPAM’у: «Spam, Spam, Spam, Spam… Lovely Spam! Wonderful Spam!» (с англ. — ««Spam, Spam, Spam, Spam... Любимый Spam! Замечательный Spam!»»), после чего скетч погружается в хаос. В конце скетча жена героя восклицает: «I don’t like spam!» (с англ. — «Я не люблю SPAM!»). В титрах к именам исполнителей также было добавлено слово «Spam» (Spam Terry Jones, Michael Spam Palin, John Spam John Spam John Spam Cleese и др.). В общей сложности это слово упоминается в скетче 108 раз.

## Отношение компании к слову «спам»

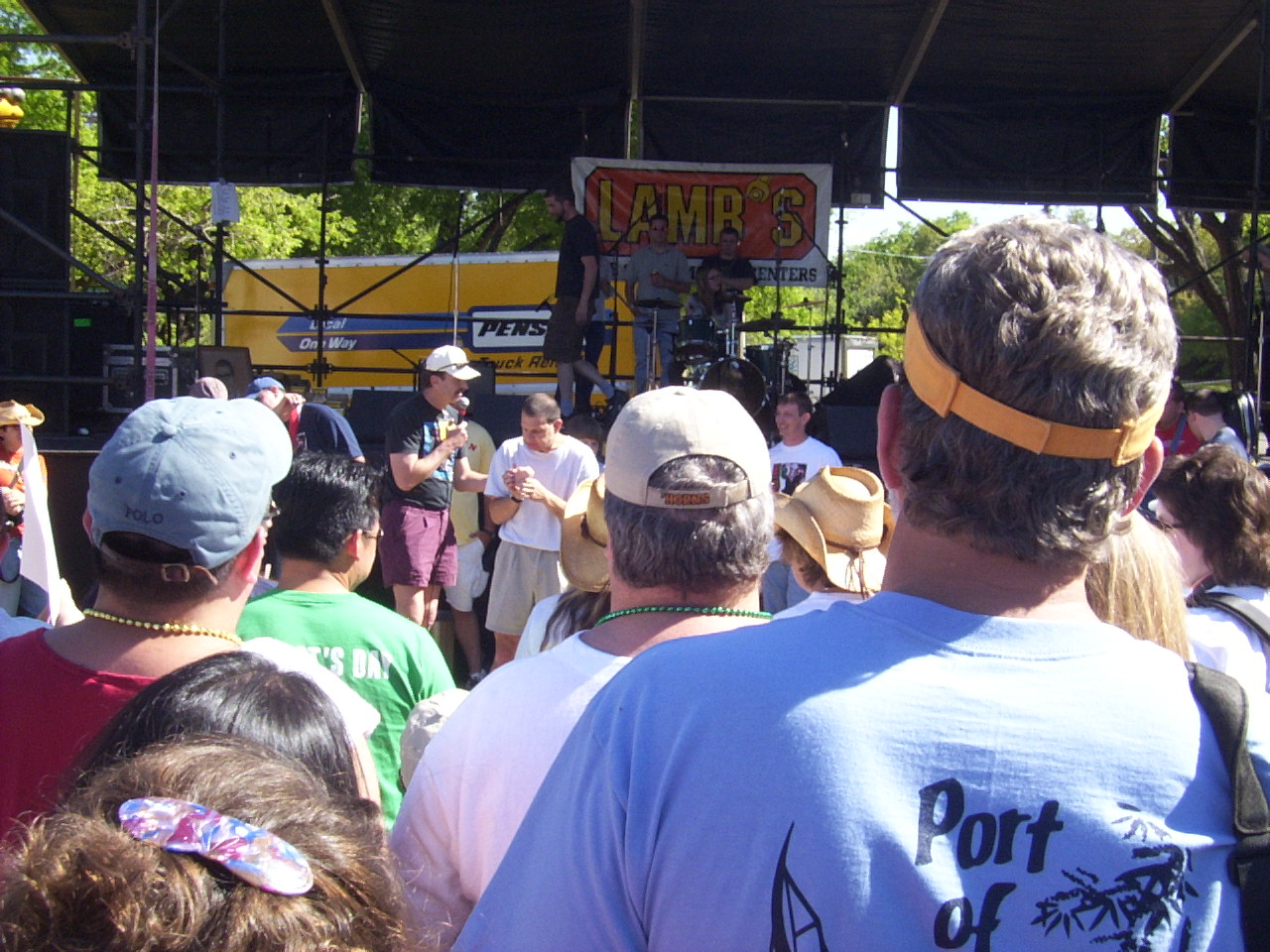
Соревнования по поеданию консервов SPAM (2004)

Фирма Hormel Foods поддерживала скетч и даже делала банки в «монтипайтоновском» оформлении. Но в 1980-е годы слово «спам» приобрело новый смысл.
В Usenet появились недобросовестные рекламодатели; потоки рекламы начали мешать конструктивному общению. По аналогии со скетчем, это явление назвали «заспамить диалог» — а назойливую корреспонденцию, соответственно, «спамом». Новое значение пришлось не по душе корпорации, она даже судилась с производителями антиспамового ПО. Суд был выигран SpamArrest — фирме было разрешено использовать слово «спам» наравне с Hormel. Но, очевидно, что этот процесс стал прецедентом к признанию слова «спам» нарицательным.